# Corte Bell'Acqua

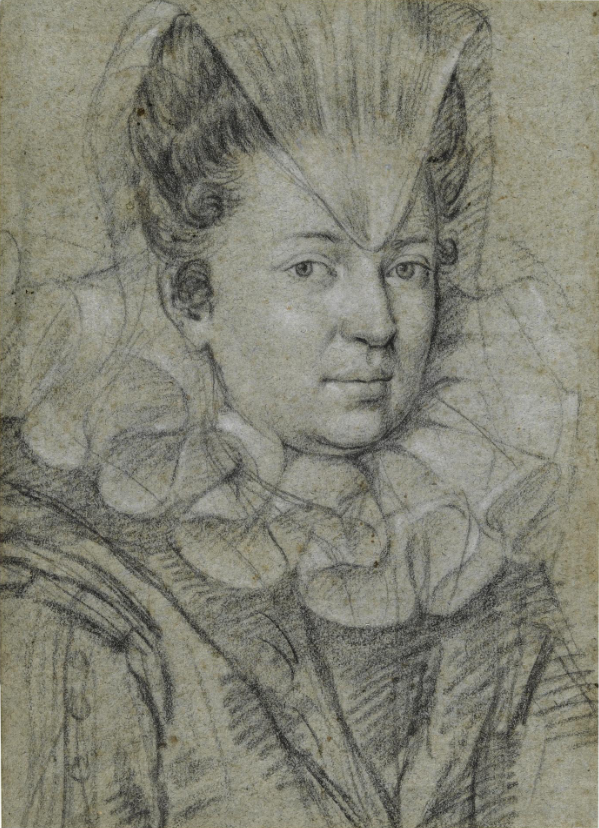
Agnese Argotta

La Corte Bell'Acqua (o Corte Bell'Acqua di Sopra) è una storica corte lombarda rinascimentale di Goito, in provincia di Mantova, situata alla periferia sud della città provenendo da Rivalta sul Mincio. È una delle numerose residenze di campagna appartenute ai Gonzaga di Mantova.
Fu costruita nella seconda metà del Cinquecento probabilmente per volere del duca di Mantova Guglielmo Gonzaga su disegno di Giulio Romano. Passò in proprietà a Pirro II Gonzaga principe di Bozzolo, poi a Vincenzo I Gonzaga che la donò alla sua amante Agnese Argotta e quindi alla famiglia Capilupi.